# Чандлер Бинг
Чандлер Муријел Бинг је измишљени лик из серије Пријатељи, којег је играо Метју Пери. Рођен је 24. априла 1968. године. Мајка му је Нора Тајлер Бинг (Морган Ферчајлд), ауторка еротских романа, а отац му је Чарлс Бинг (Кетлин Тарнер), трансродни мушкарац који је звезда дрег шоуа у Лас Вегасу, под називом „Вива Лас Гејгас” као Хелена Хендбаскет. Хороскопски знак му је бик. Његова породица потиче из Шкотске и Шведске. Једино је дете и очигледно је из имућне породице. Чандлерови родитељи најавили су му развод током вечере на Дан захвалности када је имао девет година, што је догађај због којег он, као одрастао човек, одбија да прослави тај празник и развија смисао за хумор као одбрамбени механизам. У првој сезони откривено је да је ишао у средњу школу која је само за дечаке.
Чандлеров најбољи пријатељ је Џои Трибијани (Мет Лебланк), који је и његов цимер. Раније је живео са својим добрим пријатељем Росом Гелером (Дејвид Швимер). Упознао је Росову сестру, Монику Гелер (Кортни Кокс) и њену пријатељицу Рејчел Грин (Џенифер Анистон), док је славио Дан захвалности у кући Росових родитеља. Преселио се потом у Њујорк и живео преко пута Монике, а преко ње упознаје Фиби Буфе (Лиса Кудроу). Чандлер има врло добар смисао за хумор и константно је саркастичан. Сарказам приписује одбрамбеном механизму који је развио због развода родитеља када је био дете. Има највећу плату од свих пријатеља. Пати од проблема са везивањем, али касније се жени Моником на крају 7. сезоне. У 10. сезони он и Моника усвајају близанце.